# Centro cultural municipal Alfonso X El Sabio

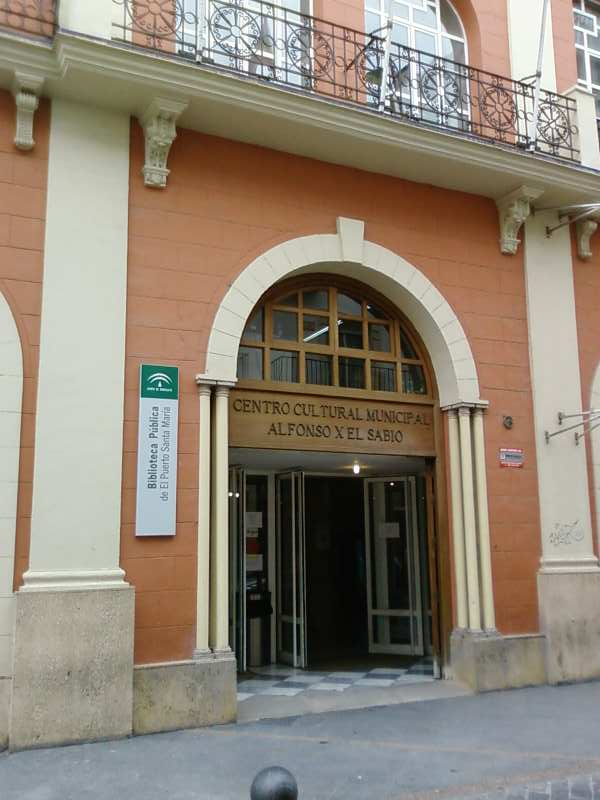
Vista desde la calle.

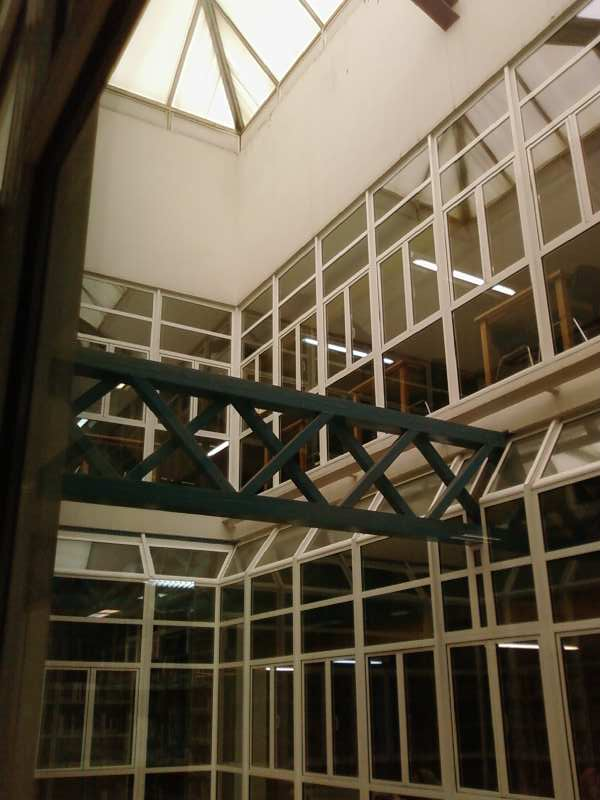
Claraboya y cristalera.

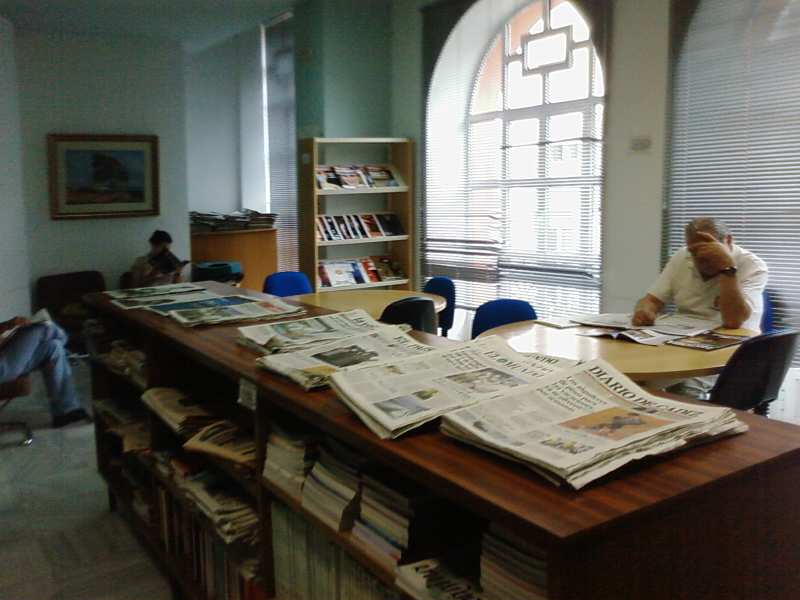
Hemeroteca.

Ubicado en el centro de la ciudad de El Puerto de Santa María, Cádiz, España, e inaugurado en 1993, el Centro Cultural Municipal Alfonso X El Sabio es un edificio en el que se organizan exposiciones. Está compuesto por cuatro plantas. Su nombre deriva del rey Alfonso X, persona que dio el nombre a la ciudad.

## Plantas inferiores
Estas plantas se utilizan para exposiciones y reuniones.

## Segunda planta
La segunda planta está dedicada principalmente a la Biblioteca Municipal; está compuesta por la recepción, Sala Infantil, Sala de Préstamo y Hemeroteca.

## Tercera planta
En la tercera planta se encuentran la sala de estudios, ordenadores con conexión a internet y algunas oficinas.

## Maqueta de la Santa María
Junto a la entrada, se puede observar una pequeña maqueta a escala de la carabela Santa María, y junto a ella unos retratos de los Reyes Católicos y de Cristóbal Colón. Junto a los retratos puede leerse una pequeña descripción sobre las características de dicho objeto.